# Becuadro

Figura 1. Un fa becuadro

El becuadro (♮) es un signo musical conocido como alteración que afecta a la frecuencia de una nota, cancelando o anulando el efecto de un sostenido (♯)  o un bemol (♭) de tal manera que la nota o notas a que se refiere deben sonar con su entonación natural. Aparece representado en las partituras a través de este símbolo (♮). 
Sin la presencia del becuadro, tanto el sostenido como el bemol modifican todas las notas del mismo nombre y frecuencia que se encuentren a su derecha dentro de un mismo compás.

## Etimología

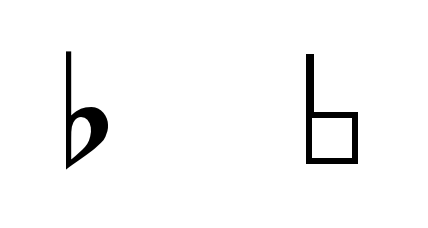
Figura 2. «B molle» y «B durum».

El término becuadro, al igual que el bemol, proviene de la tradición de la música antigua de emplear la letra «b» para denominar la nota Si. Esta nota era en el canto gregoriano la única que podía alterarse, es decir, la única cuya entonación era variable ya que podía entonarse «baja» o «alta». Dicha diferencia era reflejada en las partituras en notación primitiva del canto llano (ver Figura 2).
- Para representar la entonación «baja» se escribía la letra «b» con el vientre redondeado (b molle, del que deriva «bemol»), lo que dio lugar posteriormente al símbolo del bemol y al nombre alemán 'B' para la nota Si (♭).
- Para representar la entonación «alta» se escribía la letra «b» con el vientre cuadrado (b durum, de ahí la denominación «becuadro»), lo que evolucionó al símbolo del becuadro y del sostenido.

Muchos idiomas han mantenido esta etimología en el término para designar esta alteración musical. Así, por ejemplo, se denomina becuadro en español y gallego; bequadro en italiano y portugués; bécarre en francés, becaire en catalán. 
La excepción es la lengua inglesa, que lo denomina natural que quiere decir «natural, sin alterar».

## Representación gráfica
El becuadro se representa mediante el símbolo ♮, derivado de la antigua b cuadrada. En la partitura se puede encontrar en un cambio de armadura de clave (ver Figura 3) o bien como una alteración accidental.
- Cuando son alteraciones propias forman parte de un cambio de armadura y se pueden dibujar en el pentagrama antes de la doble barra (ver Figura 3) que marca dicho cambio o bien después (ver Figura 4). Las alteraciones de esta clase aparecen siempre siguiendo un orden determinado, que en el caso del becuadro admite dos posibilidades:[4]
  - Si los becuadros anulan el efecto de bemoles seguirán su orden que es si - mi - la - re - sol - do - fa.
  - Si los becuadros anulan el efecto de sostenidos seguirán su orden que es fa - do - sol - re - la - mi - si.

|                                               |
| Figura 3. Becuadros en un cambio de armadura. |

|                                                 |
| Figura 4. Becuadros en otro cambio de armadura. |

- Cuando es una alteración accidental, se escribe en cualquier punto de la partitura a la izquierda de la cabeza de la nota a la que afecta, del mismo modo que el sostenido o el bemol.

### En informática
En Unicode este símbolo se encuentra en U+266E.
En la simbología para páginas web se utiliza la cadena de caracteres &#x266e; que aparece como ♮.
En LaTeX, el símbolo {\displaystyle \natural } se obtiene con el comando {\displaystyle \backslash \,natural}, en un entorno de matemáticas (<math>…</math> en Wikipedia o $ … $ en 
{\displaystyle \mathbf {L\!\!^{{}_{\scriptstyle A}}\!\!\!\!\!\;\;T\!_{\displaystyle E}\!X} }).
En Wikipedia es recomendable emplear la plantilla {{música}} para generar un becuadro escribiendo {{música|becuadro}}, que da como resultado: ♮, dado que Unicode no funciona en todos los ordenadores.

## Usos y efectos

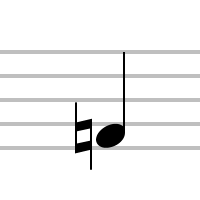
Notas musicales, Naturales

### Como alteración propia
Como alteración propia se coloca normalmente en los cambios de armadura cuando ésta pasa de más a menos bemoles, de más a menos sostenidos, de bemoles a sostenidos o de sostenidos a bemoles. En estos casos los becuadros cancelan las alteraciones propias de la armadura anterior, que ya no tendrán efecto en la nueva.

### Como alteración accidental
El becuadro accidental tiene el uso ya mencionado de cancelar el efecto de una alteración previa sobre la misma nota musical, ya sea propia (de la armadura) o accidental.
Así pues, afecta a la nota musical antes de la que va escrito, así como a todas las notas del mismo nombre y frecuencia que haya en el compás donde se encuentra. Es decir, que afecta a todos los sonidos iguales que haya a la derecha del becuadro hasta la siguiente barra de compás. Las alteraciones accidentales no afectan a la misma nota de una octava diferente, salvo que venga indicado en la armadura de clave.
Si esa misma nota debe llevar de nuevo una alteración más allá de la barra de compás, dicha alteración se debe repetir en cada nuevo compás que sea necesario.
Este tipo de alteraciones no se repite para notas repetidas a menos que intervengan uno o más sonidos o silencios diferentes. Tampoco se repiten en notas ligadas a menos que la ligadura pase de una línea a otra o de una página a otra.

### Becuadro «de cortesía»
Sin embargo, es muy frecuente el uso del becuadro «de cortesía», que no es estrictamente necesario según la regla convencional, pero que juega un importante papel en la facilidad de lectura de la notación musical. 
El becuadro de cortesía se coloca a la izquierda de una nota que ha sido alterada en un compás anterior (cuyo efecto, por tanto, ha cesado) para hacer recordar al lector que la entonación de esta nota es natural. También es necesario colocar un becuadro cuando la misma nota ha sido alterada en otra octava, para enfatizar la entonación natural, no alterada, de la nota en la octava presente.

## Alteraciones relacionadas
Anteriormente existían tres alteraciones dobles basadas en el becuadro, que han caído en desuso en la música moderna al haber quedado obsoletas con la llegada del temperamento igual:
- El «doble becuadro», que anulaba el efecto del doble sostenido o del doble bemol según el caso.
- El «becuadro-sostenido».
- El «becuadro-bemol».

|                 |
| Doble becuadro. |

|                     |
| Becuadro sostenido. |

|                 |
| Becuadro bemol. |